# Zé do Fole
Antenor Vicente (Rio Claro, 14 de maio de 1931 - 13 de agosto de 2022), mais conhecido como Zé do Fole, foi um acordeonista brasileiro, que atuou na música sertaneja.

## Biografia
Antenor Vicente nasceu em 1931, na área rural da cidade de Rio Claro, no interior do estado de São Paulo. Quando criança, começou a tocar pandeiro e sanfona nos festas que aconteciam na fazenda onde morava.
Em julho de 1956, passou a fazer parte do trio Os Maracanãs, em conjunto com José Fortuna e Pitangueira, realizando shows por todo o Brasil ao longo de décadas. A parceria com José Fortuna durou 25 anos. Também fez participações especiais em shows da cantora Aurea Fontes. Foi mencionado no filme 2 Filhos de Francisco, sendo interpretado por Jackson Antunes.[carece de fontes?]
Casou-se com Rute Fazan Vicente, com quem teve dois filhos: Roseli e Antonio.
Foi enterrado no cemitério São João Batista, na cidade de Rio Claro.

## Homenagem
No dia 28 de agosto de 2022, ocorreu uma edição especial do programa musical sertanejo "Viola Viva", no Teatro Nelson Rodrigues, na cidade de Guarulhos/SP, em sua homenagem. A divulgação do evento indicou que "a música sertaneja perdeu o grande acordeonista Zé do Fole".

## Discografia
Gravou vários discos com o trio Os Maracanãs, e também 2 discos 78 rpm e alguns LPs e CDs solo. Durante a pandemia de COVID-19, esteve no estúdio de Tony Sobrinho para produzir um novo álbum com músicas inéditas. Contudo, o trabalho não foi lançado.

### Composições
- 1962 - Adeus Mãezinha, com Pitangueira e José Fortuna[6]
- 1962 - Delicada, com Pitangueira[6]
- 1962 - Roseli, com Anésio Cardoso[6]
- 1961 - Patriota, com S. Victor[6]
- 1961 - Teu Perdão, com José Fortuna[6]

### Intérprete e acompanhamento
- 1958 - A Última Valsa (acompanhamento)[6]
- 1958 - As Duas Irmãs (acompanhamento)[6]
- 1962 - Delicada (intérprete)[6]
- 1961 - Itapira Linda (intérprete)[6]
- 1958 - O Home d'Água (acompanhamento)[6]
- 1961 - Patriota (intérprete)[6]
- 1962 - Roseli (intérprete)[6]

### Álbuns[1]

#### 78 Rotações
- 1961 - Patriota, com S. Víctor
- 1962 - Delicada, com Pitangueira + Roseli, com Anésio Cardoso

#### LPs e CDs
- 1962 - Zé do Fole v. 1
- 1963 - O Fole do Zé
- 1973 - O Fole do Zé
- 1965 - Puxando o Fole
- 1971 - Se esta rua fosse minha, com Zé Maringá
- 1975 - Não dou Moleza
- ? - Zé do Fole e sua Sanfona
- 2003 - Paineira Velha
- 2020 - 75 anos de Acordeon